# 좋은삼선병원
좋은삼선병원은 부산광역시 사상구 가야대로 326 에 위치한 종합병원이다.

## 연혁
- 1992년 9월 30일 의료법인 은성의료재단 설립
- 1995년 3월 30일 삼선병원 준공 및 개설
- 1995년 4월 10일 진료개시
- 1995년 5월 20일 개원기념식
- 2001년 2월 24일 신관 증축 완공,응급실 및 부대시설 확장 이전
- 2004년 1월 1일 '좋은삼선병원'으로 개칭